# Ferdinand Leopold von Hohenzollern-Sigmaringen

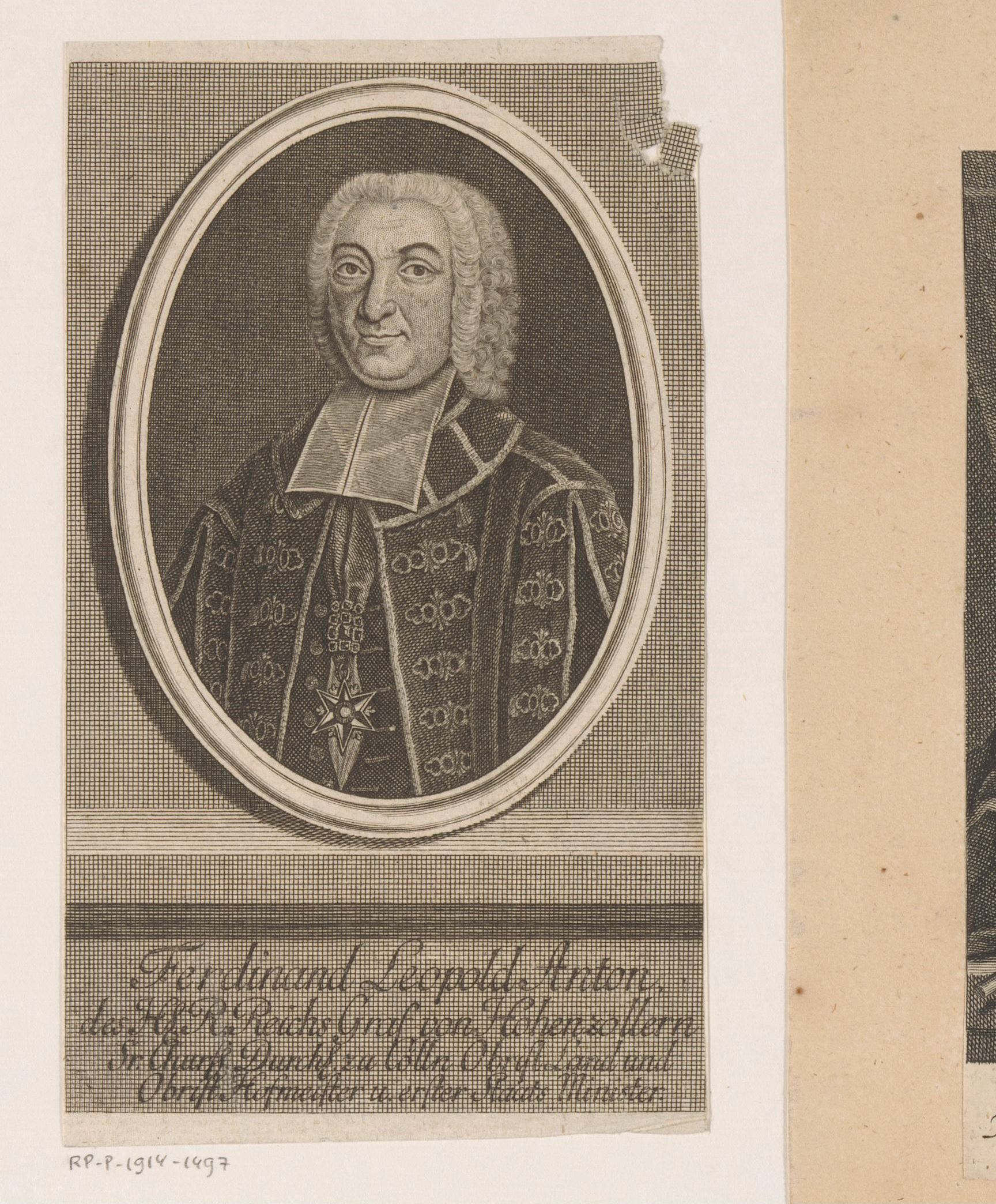
Ferdinand Leopold von Hohenzollern-Sigmaringen (1745)

Ferdinand Leopold Anton Graf von Hohenzollern-Sigmaringen (andere führen ihn unter dem Titel seines Vaters Hohenzollern-Haigerloch) (* 4. Dezember 1692 in Sigmaringen; † 23. Juli 1750 auf Schloss Brühl) war Domherr verschiedener Domkapitel und Kurkölnischer Premierminister unter Clemens August von Bayern.

## Leben
Er war Sohn von Franz Anton Graf von Hohenzollern-Haigerloch (1657–1702) und der Maria Anna Eusebia von Königsegg-Aulendorf. Er selbst blieb unverheiratet. Einer seiner Brüder war Franz Christoph Anton von Hohenzollern-Sigmaringen.
Er trat 1706 in das Kölner Domkapitel ein. Er war auch von 1714 bis 1726 Domherr in Speyer. Im Jahr 1725 wurde er zudem Domherr in Straßburg. In Köln war er zwischen 1724 und 1727 Chorbischof und wurde 1727 Vizedechant. Im Jahr 1731 wurde er Domdechant. Kurfürst Clemens-August machte ihn 1733 zum Nachfolger des bisherigen ersten Ministers Ferdinand von Plettenberg. Er übernahm auch das Amt des Obristhofmeisters. Allerdings war sein politischer Einfluss deutlich geringer als der seines Vorgängers. Im Jahr 1745 war er bei der Kaiserwahl von Franz Stephan von Lothringen erster kurkölnischer Wahlbotschafter und hat im Auftrag von Clemens-August die Stimme für Kurköln abgegeben. Nach seinem Tod wurde er im Kölner Dom beigesetzt.